# Zadniki
Zadniki – wieś w Słowenii, w gminie Ribnica. W 2018 roku liczyła 17 mieszkańców.